# Lafayette (Indiana)
Lafayette é uma cidade localizada no estado americano de Indiana, no condado de Tippecanoe, do qual é sede. Foi incorporada em 1853. Seu nome é uma homenagem ao general francês Marquês de La Fayette, um herói revolucionário de guerra.

## Geografia
De acordo com o Departamento do Censo dos Estados Unidos, a cidade tem uma área de 76,4 km², dos quais 76,1 km² estão cobertos por terra e 0,3 km² por água.

### Localidades na vizinhança
O diagrama seguinte representa as localidades num raio de 20 km ao redor de Lafayette.

## Demografia
Segundo o censo nacional de 2010, a sua população é de 67 140 habitantes e sua densidade populacional é de 882,4 hab/km².

## Filhos ilustres
Axl Rose, Izzy Stradlin da banda Guns N' Roses, Shannon Hoon da banda Blind Melon e Sydney Pollack.

## Marcos históricos
O Registro Nacional de Lugares Históricos lista 35 marcos históricos em Lafayette, dos quais dois são Marcos Históricos Nacionais. O primeiro marco foi designado em 15 de outubro de 1966 e o mais recente em 26 de maio de 2021, o Greenbush Cemetery.